# Janina Juzoń
Janina Juzoń z domu Tylec  ps. Kazia (ur. 24 listopada 1903 na kolonii Ksawera dziś dzielnica Będzina, zm. 25 września 1976 w Sosnowcu) – nauczycielka, działaczka komunistyczna, zastępca członka Komitetu Centralnego PPR (1945–1948).

## Życiorys
Była córką działaczy komunistycznych Szczepana i Stanisławy (stryj Józef również był działaczem KPP). Podczas nauki w gimnazjum w Będzinie zorganizowała bibliotekę dla świetlicy Robotniczego Stowarzyszenia Spożywców Zagłębia Dąbrowskiego i uczyła na kursach dokształcających dla robotników. Działała w Związku Młodzieży Komunistycznej (ZMK) (późniejszym KZMP) od chwili jego powstania w 1922, a później w KPP. Organizowała młodzieżowe koła komunistyczne, była członkiem Komitetu Okręgowego (KO) ZMK Zagłębia Dąbrowskiego.
Po maturze i trzymiesięcznym kursie nauczycielskim została nauczycielką w wiejskiej szkole w Kierszuli koło Zawiercia. 26 stycznia 1925 została aresztowana, a 25 listopada tego samego roku skazana w Sosnowcu na rok więzienia (podczas odbywania kary była starostą komuny więziennej). Po zwolnieniu była pomocnicą bibliotekarza w Bibliotece Wiedzy Robotniczej w Będzinie. W dniach 25–26 października 1926 w Zagórzu (Dąbrowa Górnicza) brała udział w okręgowej konferencji ZMK, wygłosiła na niej referat o pracy oświatowej ZMK i wraz z innymi uczestnikami została aresztowana i uwięziona w Sosnowcu, a 28 października 1927 skazana na 2 lata więzienia i pozbawienie praw nauczycielskich. W listopadzie 1928 została zwolniona, a po kilkumiesięcznym pobycie w Zakopanem przeniosła się do Poznania, gdzie wyszła za mąż za Jana Juzonia. W 1930 wróciła do Zagłębia i wróciła do pracy w Bibliotece Wiedzy Robotniczej, której została kierowniczką po ukończeniu kursów bibliotecznych. W latach 1943–1944 była robotnicą w fabryce chlebaków dla wojska w Sosnowcu, a w 1943 została zatrzymana przez Gestapo za udzielanie pomocy Żydom z sosnowieckiego getta. Latem 1944 przeniosła się do Będzina, gdzie utrzymywała kontakty z PPR i Wydziałem Sanitarnym AL.
Od 1945 była kierownikiem Wydziału Oświaty Zarządu Miejskiego w Będzinie i członkiem Komitetu Miejskiego (KM) i Komitetu Wojewódzkiego (KW) PPR. W latach 1945–1949 była instruktorem, kierownikiem Wydziału Oświaty, Wydziału Kobiecego i zastępcą kierownika Wydziału Propagandy i Oświaty KW PPR/PZPR w Katowicach. Była członkiem Plenum i Egzekutywy KW PZPR w Katowicach, a w grudniu 1945 delegatem na I Zjazd PPR, na którym została zastępcą członka KC PPR. W grudniu 1948 była delegatką na I Zjazd, a w marcu 1954 na II Zjazd PZPR. Piastowała funkcje: Przewodniczącej Komisji Kulturalno-Oświatowej Wojewódzkiej Rady Narodowej (WRN) w Katowicach, wiceprzewodniczącej Zarządu Wojewódzkiego Ligi Kobiet, członka Wojewódzkiej Komisji i Zarządu Głównego (ZG) Robotniczego Towarzystwa Przyjaciół Dzieci (RTPD).
W styczniu 1949 została przeniesiona do Olsztyna, gdzie od 15 stycznia 1949 kierowała Wydziałem Propagandy, Oświaty i Kultury KW PZPR i była członkiem plenum i egzekutywy KW. W latach 1952–1955 odbyła kurs w Szkole Partyjnej przy KC PZPR. Od lipca 1952 była sekretarzem w ZG Ligi Kobiet, a od marca 1959 wiceprzewodniczącą Prezydium Miejskiej Rady Narodowej (MRN) w Sosnowcu. Później była kierownikiem Wydziału Kultury Prezydium WRN w Katowicach. Od maja 1963 przebywała na rencie. Była członkiem Plenum Wojewódzkiego Komitetu FJN, Towarzystwa Krzewienia Kultury Świeckiej, Zarządu Wojewódzkiego Ligi Kobiet i przewodnicząca Komisji ds. Działaczy Ruchu Robotniczego w Sosnowcu i prelegentką Towarzystwa Wiedzy Powszechnej.

## Odznaczenia
Została odznaczona m.in.:
- Orderem Sztandaru Pracy II klasy,
- Krzyżem Komandorskim Orderu Odrodzenia Polski,
- Złotą Odznaką Za zasługi w rozwoju województwa katowickiego.